# Ángel Di María
Angel Fabian Di Maria (ur. 14 lutego 1988 w Rosario) – argentyński piłkarz występujący na pozycji skrzydłowego w portugalskim klubie SL Benfica. W latach 2008–2024 reprezentant Argentyny. Złoty medalista Mistrzostw Świata 2022, Copa América 2021 i Copa América 2024. Srebrny medalista Mistrzostw Świata 2014 i Copa América 2015, 2016. Brązowy medalista Copa América 2019. Zdobywca Ligi Mistrzów UEFA z Realem Madryt w sezonie 2013/2014. Jeden z trzynastu piłkarzy, którzy podczas swojej kariery wywalczyli mistrzostwo świata, mistrzostwo kontynentu i mistrzostwo olimpijskie.

## Dzieciństwo
Di María urodził się w Rosario jako syn Miguela Di Marii i Diany Hernandez. Jego ojciec jest pochodzenia włoskiego, zaś matka hiszpańskiego. W wieku 10 lat pomagał ojcu przy ładunku i rozwożeniu węgla. Ma dwie siostry.

## Kariera klubowa
Ángel Di María piłkarską karierę rozpoczynał w drużynie Rosario Central. Od 2001 trenował w drużynach juniorskich, natomiast do kadry pierwszego zespołu został włączony w 2005. W debiutanckim sezonie pełnił funkcję rezerwowego i wystąpił w 10 ligowych pojedynkach, natomiast podczas rozgrywek 2006/2007 wziął udział w 24 meczach argentyńskiej Primera División. W styczniu 2007 Di María był bliski przejścia do Rubina Kazań, jednak ostatecznie zrezygnował z oferty rosyjskiego klubu. Następnie zainteresowanie pozyskaniem Di Maríí wyraziły takie drużyny jak Manchester United, Arsenal FC i Club Atlético Boca Juniors, lecz piłkarz nie zdecydował się na transfer.
Ostatecznie argentyński zawodnik 27 lipca 2007 podpisał kontrakt z Benficą. Do portugalskiego zespołu trafił razem z Andrésem Díazem, a za obu tych graczy Benfica zapłaciła 6 milionów euro. W debiutanckim sezonie w barwach nowego klubu Di María rozegrał w Superlidze 26 spotkań i razem z ekipą „Orłów” zajął 4. miejsce w ligowej tabeli. W sezonie 2008/2009 Di María wywalczył z Benficą Puchar Ligi Portugalskiej. W październiku 2009 piłkarz przedłużył kontrakt ze swoim zespołem o 3 lata, co zagwarantowało mu pozostanie w Lizbonie do 30 czerwca 2015. W umowie została zawarta klauzula, na mocy której Argentyńczyk będzie mógł odejść z drużyny za minimum 40 milionów euro. Sezon 2009/10 okazał się przełomowym w karierze młodego Argentyńczyka. Mnóstwo asyst, oraz bardzo ważne gole w ogromnym stopniu przyczyniły się do wielkich sukcesów zespołu ze stolicy Portugalii. Zawodnicy z Estádio da Luz pewnie sięgnęli po Mistrzostwo Kraju, dokładając do tego drugie z rzędu zwycięstwo w Pucharze Ligi.
Fantastyczna postawa Ángela spowodowała wielkie zainteresowanie młodym graczem wśród europejskich gigantów. W momencie gdy wydawało się, że podpisze on kontrakt z Manchesterem United, do walki o skrzydłowego wkroczył Real Madryt. Mourinho, który przejął Królewskich był zachwycony umiejętnościami technicznymi Di Maríí i postanowił zrobić wszystko aby zasilił on jego zespół. Po długich i ciężkich negocjacjach ostatecznie udało się zbić cenę, która wyniosła 25 mln euro. 28 czerwca 2010 roku doszło do oficjalnego porozumienia między klubami a sam zawodnik związał się z nowym klubem 6-letnim kontraktem.
Argentyński skrzydłowy, tuż po należnym mu odpoczynku, z racji rozgrywanego Mundialu, przyleciał prosto do Madrytu, gdzie zaczął przygotowywać formę do zbliżającego się sezonu 2010/2011. Podczas przedsezonowych pojedynków, wychowanek Rosario Central pokazał, że wielkie pieniądze, które zostały na niego wydane, okazały się bardzo dobrym posunięciem. 22 sierpnia 2010, podczas towarzyskiego meczu z Hérculesem Alicante po raz pierwszy trafił do siatki w barwach Realu. Na ligowy debiut nie musiał długo czekać, ponieważ już 29 sierpnia wystąpił w wyjazdowym spotkaniu z Mallorcą. Los Blancos zagrali przeciętne spotkanie i po bezbramkowym remisie zaczęli przygotowania do kolejnych meczów. Na debiutancką bramkę w lidze musiał czekać do 18 października. Rywalem był Real Sociedad, a młody pomocnik zdobył fantastyczną bramkę zza pola karnego. Ostatecznie sezon 2010/2011 Galacticos zakończyli z jednym trofeum na koncie. 20 kwietnia 2011, podczas spotkania z FC Barceloną w ramach Pucharu Króla, zawodnicy Mourinho po ciężkim boju wygrali z odwiecznym rywalem 1-0. Bramkę w dogrywce zdobył Cristiano Ronaldo, po asyście Di Maríí. Przed sezonem 2011/2012 głównym celem Realu było zdetronizowanie Blaugrany w rozgrywkach ligowych. Cel niezwykle ciężki do zrealizowania, jednak po ciężkim i wyczerpującym sezonie się udało. Real osiągnął niesamowite wyniki i z 9-cioma punktami przewagi wyprzedził Dumę Katalonii. Skrzydłowy Realu, mimo iż przez kilka miesięcy był kontuzjowany, rozgrywał fenomenalne mecze i okazał się jednym z najważniejszych elementów układanki Mou. 9 sierpnia 2012 zawodnik Królewskich przedłużył kontrakt ze stołecznym klubem do 2018. Na początku sezonu 2012/2013 Los Blancos ponownie zmierzyli się z Barcą, tym razem w rozgrywkach o Superpuchar Hiszpanii. Po niezwykle zaciętym dwumeczu, trofeum powędrowało do Madrytu, a Argentyńczyk zdobył jedną z czterech bramek zdobytych przez Real w dwumeczu.
26 sierpnia 2014 podpisał z Manchesterem United pięcioletni kontrakt. Został wykupiony z Realu Madryt za 59,7 mln funtów i tym samym został najdrożej kupionym piłkarzem na Wyspach Brytyjskich w historii. W Premier League zadebiutował 30 sierpnia 2014 w zremisowanym 0:0 meczu przeciwko Burnley, w 70. minucie spotkania został zmieniony przez Andersona. Swoją pierwszą bramkę dla Czerwonych Diabłów strzelił, bezpośrednio z rzutu wolnego, 14 września 2014 w wygranym 4:0 meczu przeciwko QPR. W tym samym meczu zaliczył również asystę przy bramce Juana Maty.
6 sierpnia 2015 przeszedł z Manchesteru United do Paris Saint-Germain podpisując z klubem kontrakt do czerwca 2019. 8 lipca 2022 dołączył do Juventusu jako wolny agent po podpisaniu rocznego kontraktu. Zadebiutował w klubie 15 sierpnia w meczu otwarcia sezonu Serie A strzelił pierwszego gola, a później asystował przy drugim golu Dušana Vlahovicia wygranym u siebie 3:0, ale został zmieniony w drugiej połowie po doznanej kontuzji. 15 września 2022 wystąpił po raz setny w Lidze Mistrzów i zadebiutował w tych rozgrywkach z Juventusem, przegrywając u siebie 1:2 ze swoim byłym klubem Benfiką. 23 lutego 2023 w meczu 1/16 finału Ligi Europy przeciwko FC Nantes strzelił Hat tricka.
W sezonie 2023/2024 Di María gra w swoim dawnym klubie SL Benfica, do którego powrócił po 13 latach.

## Kariera reprezentacyjna
W 2005 Di María zadebiutował w reprezentacji Argentyny do lat 20, dla której rozegrał łącznie 13 meczów i strzelił 3 bramki. Razem z nią w 2007 wziął udział w Młodzieżowych Mistrzostwach Ameryki Południowej w Paragwaju, a w tym samym roku wywalczył w Kanadzie Mistrzostwo Świata U-20.
W 2008 wychowanek Rosario Central został powołany do prowadzonej przez Sergia Batistę do kadry na Igrzyska Olimpijskie w Pekinie. W ćwierćfinałowym meczu z Holandią Di María w 15. minucie dogrywki strzelił zwycięską bramkę na 2:1, co spowodowało, że młody zawodnik był na ustach wielu fanów. W finałowym pojedynku rywalem Albicelestes byli Nigeryjczycy, którzy musieli uznać wyższość piłkarzy z Ameryki Południowej. Skromne zwycięstwo 1:0 zapewnił 21-letni wtedy Ángel. Było to drugie z rzędu złoto zdobyte przez Argentynę na Olimpiadzie.
2008 rok był dla Ángela rokiem wyjątkowym z jeszcze jednego powodu. 6 października zadebiutował on w seniorskiej reprezentacji. Spotkanie odbywało się w ramach kwalifikacji do Mistrzostw Świata 2010, a przeciwnikiem Argentyny był Paragwaj. Obie drużyny musiały podzielić się punktami, a spotkanie zakończyło się wynikiem 1:1. Na pierwszego gola w dorosłej kadrze musiał czekać ponad rok. Premierowa bramka miała miejsce podczas towarzyskiego spotkania z ekipą Katalonii, 22 grudnia 2009. Ostatecznie Argentyńczycy przegrali 2:4. Jednak z racji tego, że mecz ten nie odbywał się w terminie ustalonym przez FIFA, spotkanie nie zostało uznane jako oficjalne, toteż gol młodego skrzydłowego nie został zaliczony do jego reprezentacyjnego dorobku. Na pierwszą, oficjalną bramkę musiał czekać do 23 maja 2010, gdzie rywalem Argentyny była Kanada. Pojedynek ten, był ostatnim sprawdzianem przez Mundialem w Afryce. Albicelestes zdali sprawdzian na medal, wygrywając 5:0.
W 2010, ówczesny szkoleniowiec Argentyny, Diego Maradona powołał skrzydłowego na zbliżający się Mundial w RPA. Mimo iż 2-krotni Mistrzowie Świata po raz kolejny zawiedli na wielkiej imprezie, to Di María był jednym z nielicznych zawodników, do których trener nie powinien mieć pretensji.
Do odbywającego się w 2011 Copa América Argentyńczycy przystępowali w roli jednego z wielkich faworytów. Skrzydłowy Realu, jako pewny punkt reprezentacji siał postrach wśród obrońców rywali, jednak kolejny raz z wielkiej imprezy nie udało się przywieźć medalu. Barierą nie do przejścia ponownie okazała się 1/4 finału, w której lepsi okazali się piłkarze z Urugwaju, późniejsi triumfatorzy całej imprezy.Na Mistrzostwach Świata 2014 w Brazylii w meczu 1/8 finału ze Szwajcarią strzelił jedynego gola w turnieju w 118 minucie meczu dogrywki po asyście Lionela Messiego. Podczas ćwierćfinałowego meczu z Belgią doznał naderwania mięśnia uda i został zdjęty z boiska. Później ogłoszono, że po meczu Di María przegapi resztę turnieju z powodu kontuzji. Wcześniej pomógł w zdobyciu jedynego gola Gonzalo Higuaína w meczu ćwierćfinałowym, który zapewnił Argentynie awans do półfinału. Argentyna zakończyła turniej jako wicemistrzowie świata przegrywając z Niemcami 0:1.
W dniu 22 maja 2018 został powołany do 23-osobowego składu przez menedżera Jorge Sampaoliego na Mistrzostwa Świata 2018 w Rosji. 30 czerwca 2018 strzelił gola z dystansu przeciwko Francji w przegranym 4:3 meczu, w którym Argentyna odpadła z mistrzostw świata w 1/8 finału.
W czerwcu 2021 został powołany do reprezentacji Argentyny na Copa América 2021 w Brazylii. 21 czerwca 2021 asystował jedynemu golowi w meczu, zdobytemu przez Papu Gómeza, w trzecim meczu grupowym Argentyny z Paragwajem; wynik pozwolił jego drużynie awansować do ćwierćfinału. 10 lipca 2021 w finale turnieju przeciwko Brazylii strzelił jedynego gola w meczu, który dał Argentynie wspólny rekord 15. tytuł Copa América z Urugwajem i pierwszy międzynarodowy tytuł od 1993 roku. Pobiegł po długim podaniu od Rodrigo De Paula w polu karnym. Podanie zostało lekko odbite przez brazylijskiego obrońcę Renana Lodiego, zanim opanował piłkę zewnętrzną stroną lewej stopy; następnie przelobował piłkę nad bramkarzem Edersonem, dając Argentynie prowadzenie. Chociaż został zmieniony pod koniec drugiej połowy meczu, jego gol dał zwycięstwo Argentyny w całym turnieju.
1 czerwca 2022 strzelił drugiego gola dla Argentyny w wygranym 3:0 meczu z obecnymi mistrzami Europy, Włochami, na stadionie Wembley w Finalissima 2022.
11 listopada 2022 roku znalazł się w ostatecznym składzie na Mistrzostwa Świata 2022 w Katarze. 26 listopada 2022 zanotował asystę przy bramce Messiego w drugim meczu grupowym, wygranym 2:0 z Meksykiem. 18 grudnia 2022 strzelił drugiego gola dla Argentyny przeciwko Francji w finale, kilka minut wcześniej po wykorzystaniu rzutu karnego przez Lionela Messiego gdzie został sfaulowany w polu karnym przez Ousmana Dembélé. Argentyna pokonała Francję 4:2 w rzutach karnych, po meczu zakończonym 3:3 w dogrywce i Argentyna zdobyła trzecie mistrzostwo świata.
W październiku 2023 roku Di María ogłosił, że po Copa América 2024 zakończy karierę w reprezentacji. 29 czerwca w ostatnim meczu grupowym Argentyny przeciwko Peru asystował przy pierwszej bramce Lautaro Martíneza, co dało Argentynie zwycięstwo 2:0 i awans do ćwierćfinału po zajęciu pierwszego miejsca w grupie. 14 lipca w finale Copa América 2024 przeciwko Kolumbii wygranym 1:0, grał do 117' minuty spotkania kiedy zastąpił go z ławki rezerwowej Nicolás Otamendi, a Argentyna obroniła tytuł sprzed trzech lat i był to jego ostatni występ dla reprezentacji Argentyny.

## Życie prywatne
29 lipca 2011 Di María wziął ślub z Jorgeliną Cardoso w argentyńskim mieście Rosario. 23 kwietnia 2013 na świat przyszło ich pierwsze dziecko, dziewczynka Mia.

## Statystyki klubowe
(aktualne na 19 lutego 2023)
| Klub                | Sezon              | Liga  | Liga   | Liga   | Puchar kraju | Puchar kraju | Puchar kraju | Puchar ligi | Puchar ligi | Puchar ligi | Europa | Europa | Europa | Inne1 | Inne1  | Inne1  | Suma  | Suma   | Suma   |
| Klub                | Sezon              | Mecze | Bramki | Asysty | Mecze        | Bramki       | Asysty       | Mecze       | Bramki      | Asysty      | Mecze  | Bramki | Asysty | Mecze | Bramki | Asysty | Mecze | Bramki | Asysty |
| ------------------- | ------------------ | ----- | ------ | ------ | ------------ | ------------ | ------------ | ----------- | ----------- | ----------- | ------ | ------ | ------ | ----- | ------ | ------ | ----- | ------ | ------ |
| Rosario Central     | 2005/2006          | 10    | 0      | 0      | 0            | 0            | 0            | —           | —           | —           | 4      | 0      | 0      | –     | –      | –      | 14    | 0      | 0      |
| Rosario Central     | 2006/2007          | 25    | 6      | 2      | 0            | 0            | 0            | —           | —           | —           | 0      | 0      | 0      | –     | –      | –      | 25    | 6      | 2      |
| Rosario Central     | Łącznie            | 35    | 6      | 2      | 0            | 0            | 0            | 0           | 0           | 0           | 4      | 0      | 0      | 0     | 0      | 0      | 39    | 6      | 2      |
| SL Benfica          | 2007/2008          | 26    | 0      | 3      | 5            | 0            | 0            | 3           | 0           | 0           | 11     | 1      | 1      | –     | –      | –      | 45    | 1      | 4      |
| SL Benfica          | 2008/2009          | 24    | 2      | 2      | 1            | 0            | 0            | 5           | 1           | 1           | 5      | 1      | 0      | –     | –      | –      | 35    | 4      | 3      |
| SL Benfica          | 2009/2010          | 26    | 5      | 12     | 1            | 0            | 0            | 4           | 1           | 1           | 14     | 4      | 6      | –     | –      | –      | 45    | 10     | 19     |
| SL Benfica          | Łącznie            | 76    | 7      | 17     | 7            | 0            | 0            | 12          | 2           | 2           | 30     | 6      | 7      | 0     | 0      | 0      | 125   | 15     | 26     |
| Real Madryt         | 2010/2011          | 35    | 6      | 11     | 8            | 0            | 6            | —           | —           | —           | 10     | 3      | 3      | –     | –      | –      | 53    | 9      | 20     |
| Real Madryt         | 2011/2012          | 23    | 5      | 15     | 2            | 0            | 0            | —           | —           | —           | 7      | 2      | 1      | 2     | 0      | 0      | 34    | 7      | 16     |
| Real Madryt         | 2012/2013          | 32    | 7      | 7      | 9            | 2            | 1            | —           | —           | —           | 11     | 0      | 4      | 2     | 1      | 0      | 54    | 10     | 12     |
| Real Madryt         | 2013/2014          | 34    | 4      | 17     | 7            | 4            | 2            | —           | —           | —           | 11     | 3      | 5      | –     | –      | –      | 52    | 11     | 24     |
| Real Madryt         | 2014/2015          | 0     | 0      | 0      | 1            | 0            | 0            | —           | —           | —           | 0      | 0      | 0      | 1     | 0      | 0      | 2     | 0      | 0      |
| Real Madryt         | Łącznie            | 124   | 22     | 47     | 27           | 6            | 9            | 0           | 0           | 0           | 39     | 8      | 13     | 5     | 1      | 0      | 195   | 37     | 72     |
| Manchester United   | 2014/2015          | 27    | 3      | 12     | 5            | 1            | 1            | 0           | 0           | 0           | —      | —      | —      | –     | –      | –      | 32    | 4      | 13     |
| Manchester United   | Łącznie            | 27    | 3      | 12     | 5            | 1            | 1            | 0           | 0           | 0           | 0      | 0      | 0      | 0     | 0      | 0      | 32    | 4      | 13     |
| Paris Saint-Germain | 2015/2016          | 29    | 10     | 18     | 4            | 0            | 2            | 4           | 2           | 2           | 10     | 3      | 3      | –     | –      | –      | 47    | 15     | 25     |
| Paris Saint-Germain | 2016/2017          | 29    | 6      | 7      | 3            | 1            | 2            | 3           | 3           | 4           | 7      | 4      | 1      | 1     | 0      | 1      | 43    | 14     | 15     |
| Paris Saint-Germain | 2017/2018          | 30    | 11     | 6      | 6            | 7            | 3            | 4           | 2           | 2           | 5      | 1      | 1      | –     | –      | –      | 45    | 21     | 12     |
| Paris Saint-Germain | 2018/2019          | 30    | 12     | 12     | 4            | 3            | 1            | 2           | 0           | 1           | 8      | 2      | 3      | 1     | 2      | 0      | 45    | 19     | 17     |
| Paris Saint-Germain | 2019/2020          | 26    | 8      | 14     | 2            | 0            | 0            | 3           | 1           | 2           | 9      | 3      | 6      | 1     | 1      | 0      | 41    | 13     | 22     |
| Paris Saint-Germain | 2020/2021          | 27    | 5      | 9      | 0            | 0            | 0            | 5           | 0           | 2           | 10     | 1      | 4      | 1     | 0      | 0      | 43    | 6      | 15     |
| Paris Saint-Germain | 2021/2022          | 26    | 5      | 8      | 0            | 0            | 0            | 0           | 0           | 0           | 5      | 0      | 1      | 0     | 0      | 0      | 31    | 5      | 9      |
| Paris Saint-Germain | Łącznie            | 197   | 57     | 74     | 19           | 11           | 8            | 21          | 8           | 13          | 54     | 14     | 19     | 4     | 3      | 1      | 295   | 93     | 115    |
| Juventus            | 2022/2023          | 14    | 4      | 3      | 2            | 0            | 0            | –           | –           | –           | 4      | 0      | 3      | –     | –      | –      | 20    | 4      | 6      |
| Juventus            | Łącznie            | 14    | 4      | 3      | 2            | 0            | 0            | 0           | 0           | 0           | 4      | 0      | 3      | 0     | 0      | 0      | 20    | 4      | 6      |
| Łącznie w karierze  | Łącznie w karierze | 473   | 99     | 154    | 59           | 18           | 18           | 33          | 10          | 15          | 131    | 28     | 42     | 9     | 4      | 1      | 704   | 159    | 233    |

1(Superpuchar Hiszpanii, Superpuchar Francji)

## Sukcesy

### SL Benfica
- Mistrzostwo Portugalii: 2009/2010
- Puchar Ligi Portugalskiej: 2008/2009, 2009/2010, 2024/2025

### Real Madryt
- Mistrzostwo Hiszpanii: 2011/2012
- Puchar Hiszpanii: 2010/2011, 2013/2014
- Superpuchar Hiszpanii: 2012
- Liga Mistrzów: 2013/2014
- Superpuchar Europy UEFA: 2014

### Paris Saint-Germain
- Mistrzostwo Francji: 2015/2016, 2017/2018, 2018/2019, 2019/2020, 2021/2022
- Puchar Francji: 2015/2016, 2016/2017, 2017/2018, 2020/2021
- Puchar Ligi Francuskiej: 2015/2016, 2016/2017, 2017/2018, 2019/2020
- Superpuchar Francji: 2016, 2017, 2018, 2019, 2020

### Argentyna
Igrzyska Olimpijskie
- Mistrzostwo: 2008

Mistrzostwa świata
- Mistrzostwo: 2022
- Wicemistrzostwo: 2014

Superpuchar CONMEBOL-UEFA
- Mistrzostwo: 2022

Copa América
- Mistrzostwo: 2021, 2024
- Wicemistrzostwo: 2015, 2016
- 3. miejsce: 2019

### Argentyna U-20
- Mistrzostwo Świata U-20 2007:  Złoto
- Mistrzostwa Ameryki Południowej U-20 2007:  Srebrny

### Indywidualnie
- Król strzelców Pucharu Francji: 2017/2018
- Najlepszy asystent Primera División: 2013/2014
- Najlepszy asystent Ligue 1: 2015/2016
- Wybrany do Drużyny Roku w Lidze Mistrzów: 2013/2014